# Gentiana borneensis
Gentiana borneensis är en gentianaväxtart som beskrevs av Joseph Dalton Hooker. Gentiana borneensis ingår i släktet gentianor, och familjen gentianaväxter. Inga underarter finns listade i Catalogue of Life.